# Gougère
La gougère est une spécialité bourguignonne, et plus particulièrement icaunaise (originaire des environs d'Auxerre), composée de pâte à choux et de fromage, le fromage étant mélangé à la pâte à choux encore tiède avant la cuisson.

## Historique
L'origine purement bourguignonne est difficile à attester. On trouve déjà mention de « goiere » dès la fin du XIVe siècle, ayant le sens de tarte au fromage.
Quelle que soit son origine, la gougère est une tradition auxerroise que l'on peut aujourd'hui trouver dans toutes les boulangeries de Bourgogne, voire au-delà.

## Préparation
La préparation commence par le mélange de l'eau, du beurre, de la muscade, du poivre et du sel, en les portant à ébullition. Puis, la farine est ajoutée en une seule fois pour former la panade, qui doit épaissir et se dessécher légèrement. Hors du feu, les œufs et le fromage sont incorporés lorsque le mélange a tiédi.
On utilise généralement des fromages à pâte cuite assez forts en goût, comme le gruyère ou le comté,.
Les gougères peuvent avoir différentes formes : en petits choux individuels, en couronne ou à découper en parts.

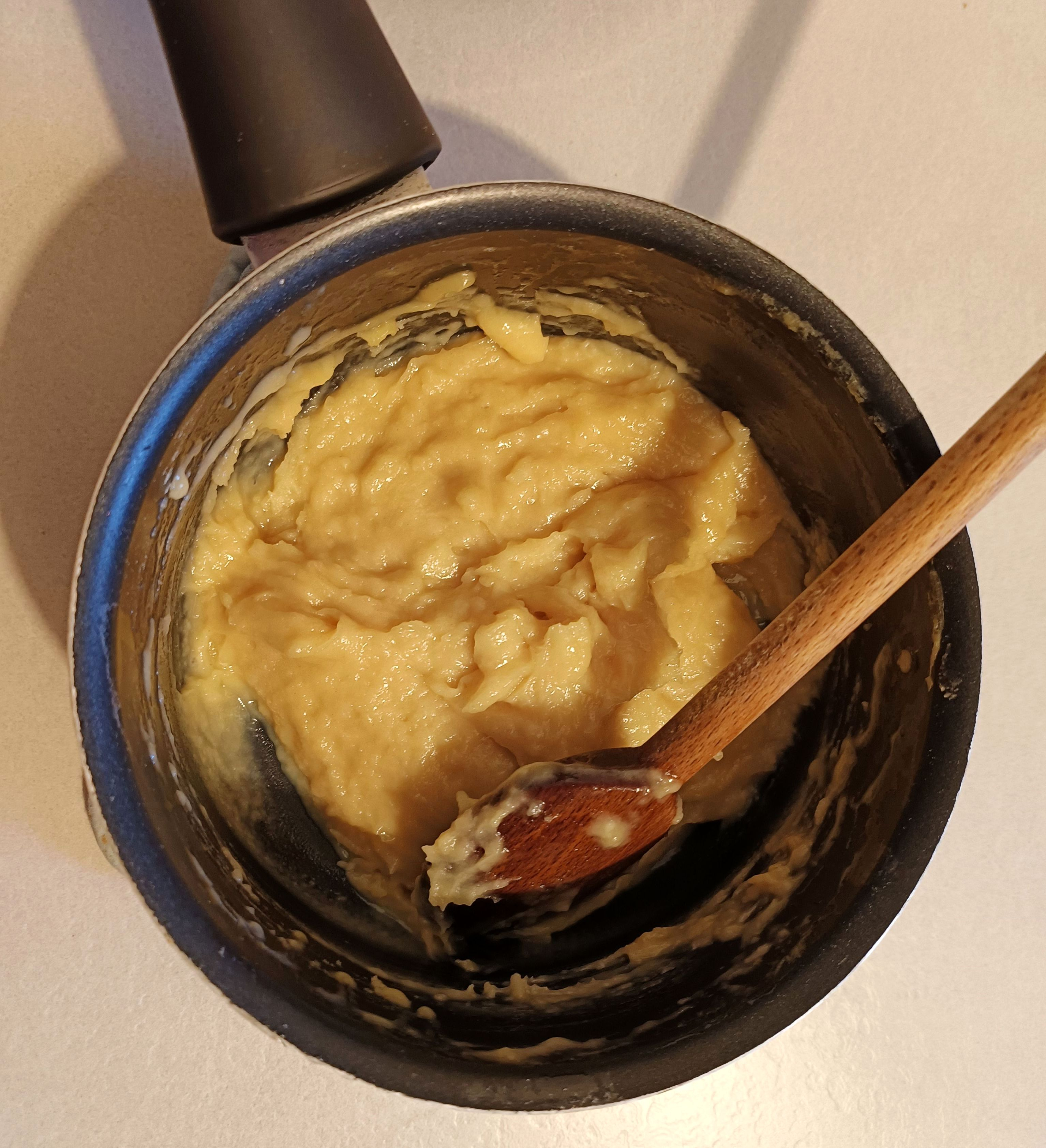
Pâte à gougère crue au repos avant l'ajout du fromage et la cuisson.
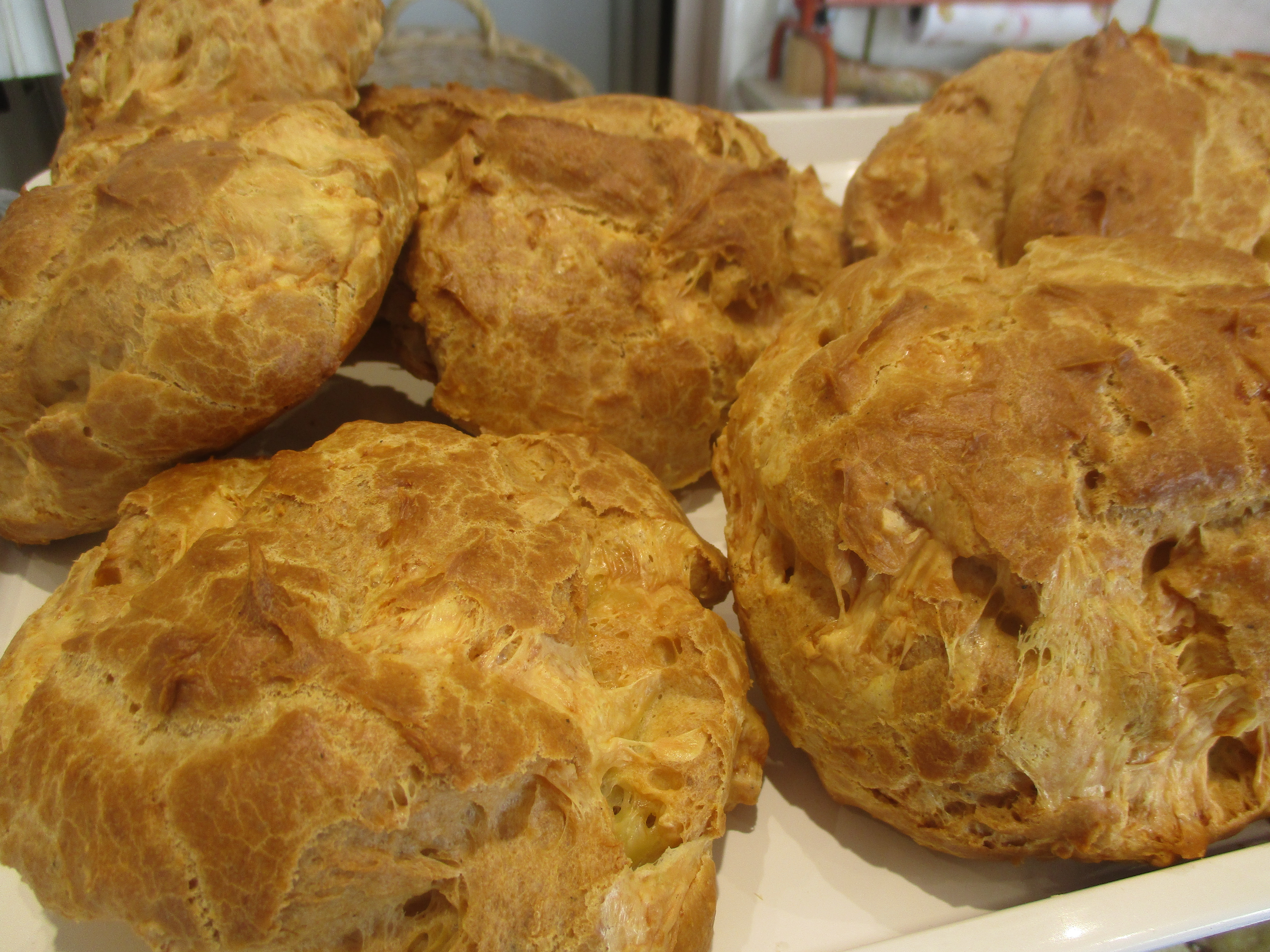
Gougère de boulangerie.
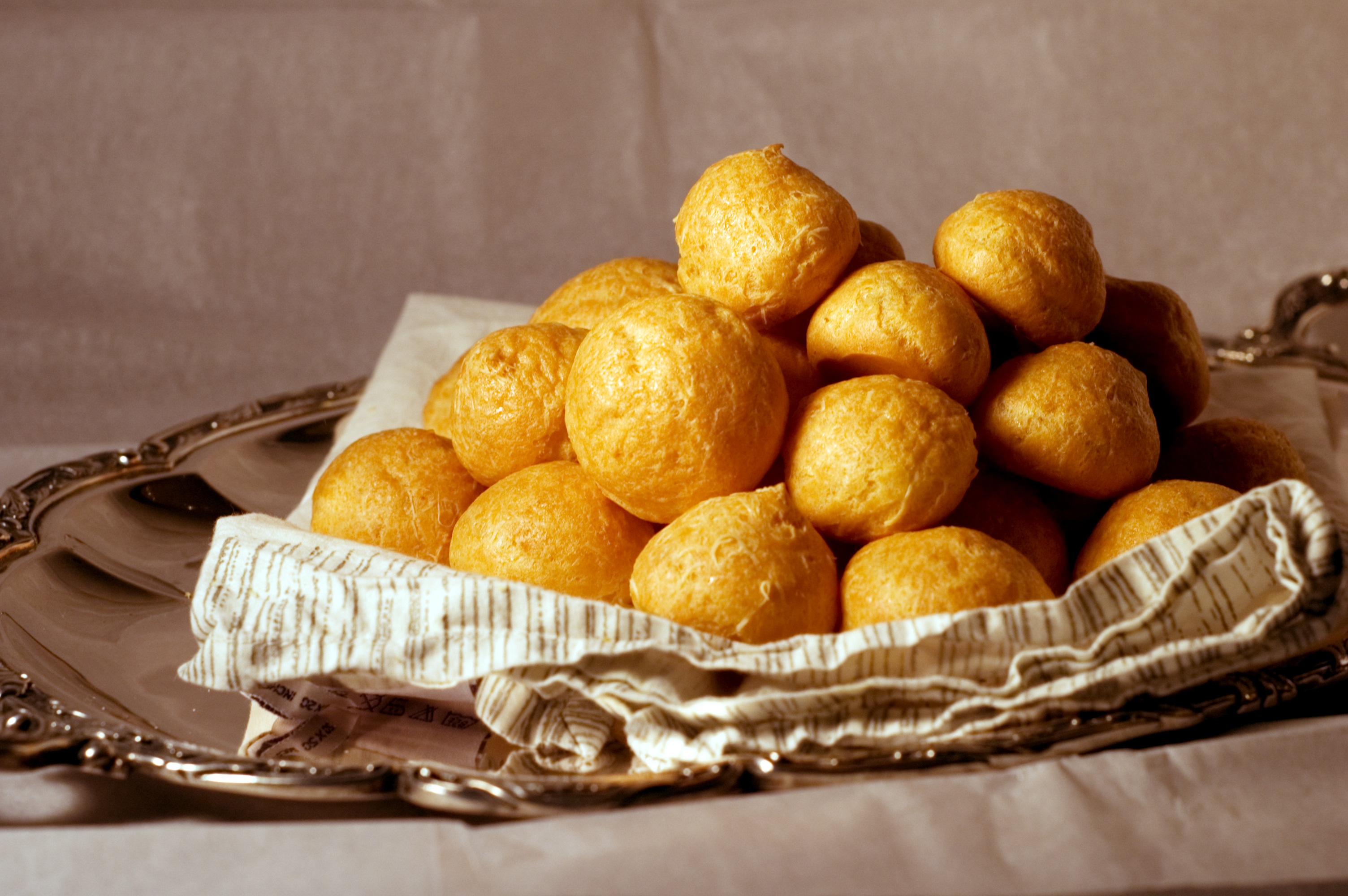
Des gougères.
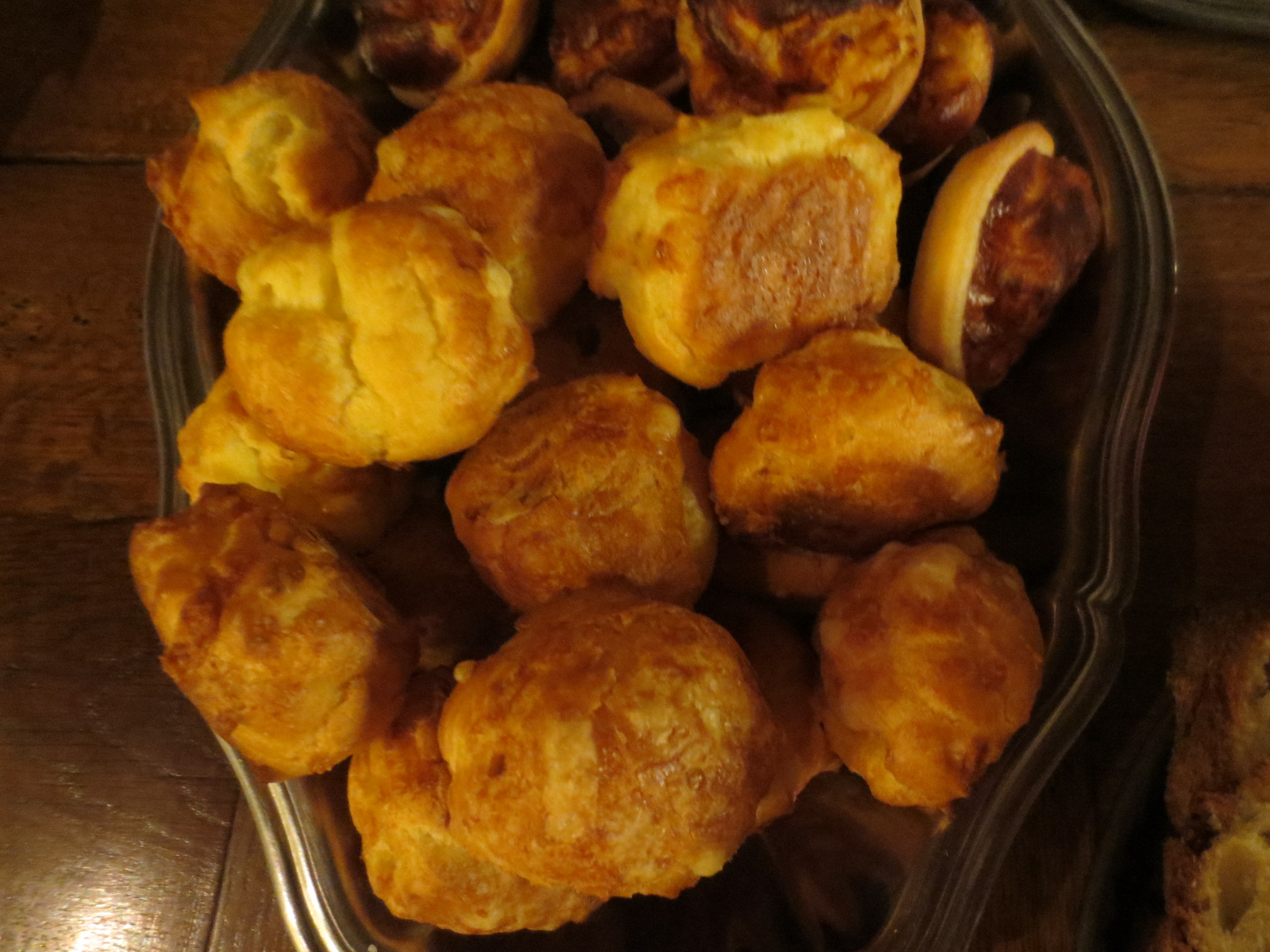
Petites gougères maison.
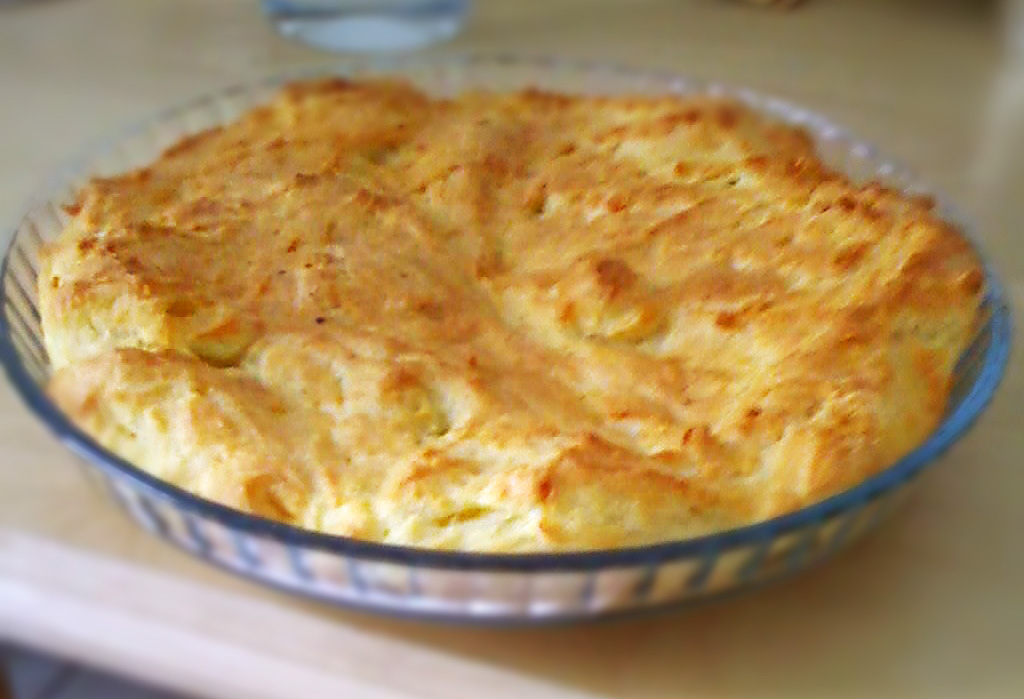
Sûrement une gougère angevine. Il ne faut pas ouvrir le four pendant la cuisson, ou bien la gougère s’aplatit.

## Consommation
La gougère est un mets consommé après le plat, au moment du fromage. Elle est aujourd'hui fréquemment consommée à l'apéritif et est aussi appréciée lors de la dégustation de vins.

## Événement
Tous les ans en mai est célébrée la fête de la gougère à Flogny-la-Chapelle (qui affirme être le lieu de naissance de cette spécialité) avec animations, concours et expositions. Une confrérie, la Guilde des goûteurs de gougères, lui est dédiée.